# Pirámide de Atribis

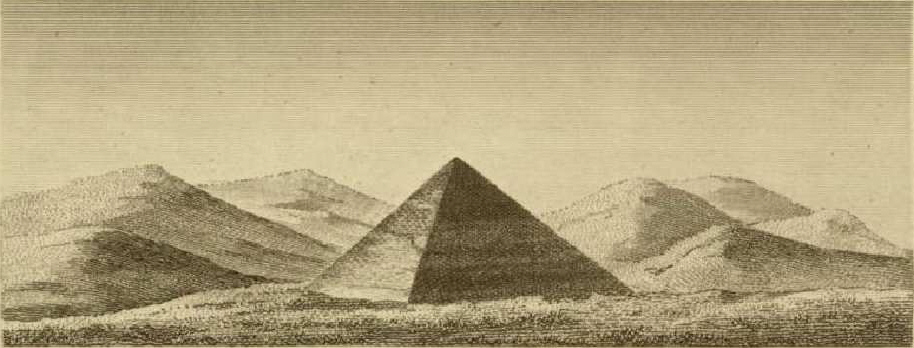
La pirámide de Atribis. Grabado de Description de l'Egypte.

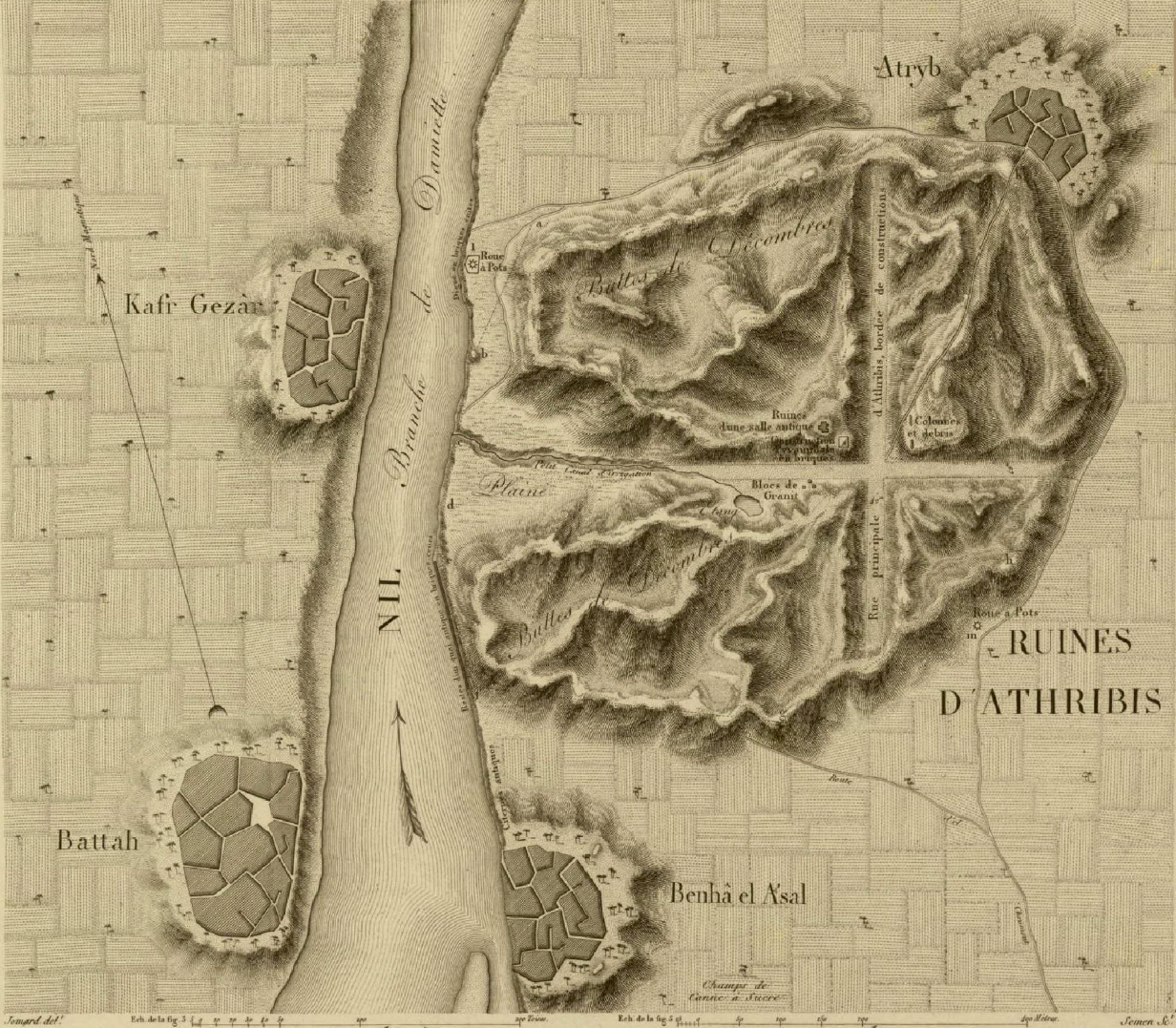
Mapa de Atribis de Description de l'Egypte. La pirámide está en medio de las ruinas, junto a la esquina superior izquierda del cruce de caminos. Los caminos fueron trazados en tiempos de la Antigua Roma.

La Pirámide de Atribis fue una pequeña pirámide de adobe que se encontraba en la antigua Atribis, al sur del Delta del Nilo. Era la pirámide situada más al norte de Egipto, así como la única conocida que se construyó en el delta. Se encontraba en un montículo de ruinas de unos 700 por 900 metros de base, junto al templo de Khentekthai.

## Descubrimiento
El primer registro científico realizado de la construcción se llevó a cabo durante la expedición egipcia de Napoleón (1798-1801). Sin embargo no se realizó una inspección detallada, solamente un grabado de la pirámide y un mapa de las ruinas de Atribis, donde se llamaba a la construcción Pirámide de ladrillo (Pyramide en brique), que fueron publicados  en 1822 por primera vez en Description de l'Égypte. Después la pirámide cayó durante largo tiempo en el olvido. 
En 1938 un equipo de la Universidad de Liverpool liderado por Alan Rowe la localizó. Por aquel entonces, la estructura se había deteriorado casi por completo. La falta de tiempo le impidió a Rowe hacer un estudio detallado, por eso su informe fue extremadamente corto y contenía poca información que no hubiera aportado ya la expedición francesa. El último intento de localización lo llevó a cabo en 1993 el egiptólogo polaco Andrzej Ćwiek. Para entonces la moderna ciudad de Banha había crecido sobre el mismo lugar y la pirámide había desaparecido completamente por lo que su localización exacta no se pudo determinar.

## Detalles de la construcción
Las medidas exactas de la pirámide nunca fueron determinadas, así que sólo se pueden estimar a partir de los datos proporcionados en la Description de l'Égypte. Ćwiek calculó a partir del mapa a escala que tenía una longitud de lado de aproximadamente veinte metros. Su pendiente era un poco menos de 50°.

## Antigüedad y función
Sobre la antigüedad y la función de la pirámide sólo se pueden hacer conjeturas a partir de los escasos datos de que se dispone. El egiptólogo Nabil Swelim y el primer director del Instituto alemán de egiptología (Deutsches Archäologisches Institut) en El Cairo Rainer Stadelmann agruparon siete pequeñas pirámides escalonadas (Edfu-Sur, Elefantina, El Kula, Ombos, Zawyet el-Maiyitin, Seila y Sinki), construidas en el Imperio Antiguo, a finales de la tercera dinastía o principios de la cuarta. Stadelmann las consideró lugares representativos de la figura regia, comparables a los palacios medievales, mientras que Swelim les atribuye una función religiosa.  
Sin embargo, ninguno de los dos investigadores da una explicación fundamentada para la clasificación de la pirámide de Atribis en este grupo. De hecho sólo concuerda en la longitud de los lados con las otras siete pirámides, mientras que hay diferencias sustanciales: en el grabado de Description  de l'Egypte no se aprecia que se tratase de una pirámide escalonada. Además, las otras pirámides fueron construidas en piedra, mientras que la de Atribis era de piezas de adobe. Ćwiek se manifestó también en contra de la clasificación de Swelim y Stadelmann. Consideró improbable que una estructura de adobe del Imperio Antiguo permaneciera en pie a principios del siglo XIX. Su estimación fue que resultaba más probable que se construyera en tiempos de la XIII Dinastía, si no fue erigida en el periodo tardío.